# 심낭염
심낭염(心膜炎, 영어: pericarditis)은 심막(심장막, 심낭)의 염증이다. 심장막염(心臟膜炎), 심막염(心膜炎)이라고도 한다.
심낭염의 병인은 대개가 바이러스성 질환으로 인한 것으로 간주된다.
대부분의 경우 치료는 비스테로이드 항염증제를 사용하며, 콜히친을 사용할 수도 있다. 앞서 언급된 약물이 적절하지 않다면 스테로이드를 사용할 수 있다.

## 병인

### 감염
심낭염은 바이러스, 세균, 균을 통한 감염으로 발생할 수 있다.
선진국에서 바이러스는 병인 전체 케이스 중 약 85%에 해당하는 것으로 짐작된다. 개발도상국에서는 결핵이 흔한 병인이지만, 선진국에서도 드물게 나타난다. 그 중 바이러스성 병인에는 쿡사키 바이러스, 단순포진바이러스과, 귀밑샘염 비루스, 인간면역결핍 바이러스 등이 있다.
폐렴 연쇄상구균이나 결핵성 심낭염은 가장 흔한 형태의 균을 통한 감염 형태이다. 혐기성 생물 또한 희귀한 병인으로 간주할 수 있다.

### 기타
- 자가면역질환: 전신 홍반성 루푸스, 류마티스성 열,[2] IgG4 관련 질환[5][6]
- 심근 경색 (드레슬러 증후군)[2]
- 심장 외상[2]
- 요독증 (요독심낭염)[2]
- 암[2]
- 방사선 유도[2]
- 대동맥 박리[2]

## 치료
바이러스성, 특발성 심낭염의 치료는 아스피린 또는 비스테로이드 항염증제(이부프로펜 등의 NSAID)를 사용한다. 추가적인 심낭염 발전 위험을 감소시키기 위해 콜히친을 투여할 수 있다.
심각한 경우 다음 중 하나 이상이 요구될 수 있다:
- 심장막천자: 심낭삼출액/심장눌림을 해결하기 위해
- 항생물질: 폐결핵, 기타 세균성 병인을 치료하기 위해
- 스테로이드: 급성심막염에 사용되지만 재발 가능성이 있으므로 권장되지 않는다.
- 드문 경우 수술
- 수축성심막염의 경우 심장막절제술